# Chronosekwencja
Chronosekwencja – opis zestawu obszarów głównie ekologicznych, które charakteryzują się podobnymi cechami środowiskowymi i osobniczymi, ale reprezentują inny wiek.
Kluczowe przy ustalaniu chronosekwencji jest to, aby żadna inna zmienna (taka jak różne składniki abiotyczne i składniki biotyczne), oprócz wieku danej populacji, nie różniła się między obiektami badania.

## Zastosowania

### Leśnictwo
Ze względu na charakter zachodzących procesów w środowiskach leśnych w dłuższym okresie (dziesiątki lat), metody chronosekwencji są stosowane do przedstawiania i badania kondycji oraz rozwoju lasu, w zależności od czasu. Istotne jest przy tym, aby warunki klimatyczne dla tych samych lub podobnych stanowisk nie wykazywały większych różnic.

### Ekologia
Chronosekwencje są często wykorzystywane do badania zmian, zachodzących w zbiorowiskach roślinnych podczas sukcesji.  Klasycznym przykładem wykorzystania chronosekwencji do badania sukcesji ekologicznej są badania sukcesji roślin i mikroorganizmów w strefach polodowcowych..